# Bienszangul-Gumuz
Bienszangul-Gumuz (amh. ቤንሻንጉል-ጉምዝ ክልል) – jeden z regionów administracyjnych w północno-zachodniej Etiopii, z siedzibą władz w mieście Asosa. Bienszangul-Gumuz graniczy z Sudanem i Sudanem Południowym na zachodzie, na północnym wschodzie z regionem Amhara a na wschodzie i południu z regionem Oromia.
Region liczy 625 000 mieszkańców (2005 r.) i zajmuje powierzchnię 51 000 km².
- Język urzędowy: amharski

Region utrzymuje się głównie z rolnictwa i pasterstwa. Uprawia się m.in. miłkę abisyńską, sorgo i kawę. Ponadto prymitywnymi metodami wydobywa się złoto.
Region ma zróżnicowane ukształtowanie terenu, który można podzielić na trzy kategorie: kola, dega i woyna dega. Kola (obszary poniżej 1500 metrów na poziomem morza) zajmuje 75% obszaru. Średnia roczna temperatura sięga od 20 do 25 °C. W czasie najgorętszego okresu wynosi od 28 do 34 °C. Roczna średnia opadów to ok. 1056 mm. Pora deszczowa trwa od maja do października. Główną rzeką jest Abay.